# Margareta af Bayern-Straubing
Margareta af Bayern-Straubing (født 1363, død 23. januar 1424) var hertuginde af Burgund, gift i Cambrai 1385 med hertug Johan den Uforfærdede. Hun var datter af Albert af Bayern (1336-1404) og Margareta af Liegnitz-Brieg (ca 1340-1386). Hun var regent af Nederlandene under ægtefællens fravær 1404-1409 og af Burgund under sønnens fravær 1419-1424.
Margareta voksede muligvis op i Haag i Nederlandene, hvor hendes fader var stedfortrædende regent for sin broder, Vilhelm V af Holland, Zeeland og Hainaut. Ægteskabet blev arrangeret som et dobbeltbryllup mellem hende og Johan af Burgund og hendes broder og Johans søster for at forøge begge familiers prestige. Vielsen skete i Cambrai, som var en grænseby mellem Hainaut og det burgundiske Artois. Margareta var 21 og hendes mand var 13. Brylluppet var meget pragtfuldt og skete i nærvær af cirka 20.000 gæster, blandt andre kongen af Frankrig. Hendes medgift anvendtes af svigerfaderen til at købe og indlemme lenet Charolais med hertugdømmet Burgund. Det er uvist, om ægtefællerne mødte hinanden så meget de første år, og hvornår ægteskabet fuldbyrdedes, og Margareta var ofte med sin svigerfader ved det franske hof, hvor denne havde en stærk magtstilling. I årene 1394-98 kæmpede ægtefællen mod tyrkerne, og efter hans hjemkomst levede parret sammen.
I 1404 efterfulgte ægtefællen sin fader som hertug og monark i Burgund. Han opholdt sig sjældent i Nederlandene, som tilhørte Burgund, og Margareta måtte derfor fungere som hans stedfortrædende regent i Nederlandene 1404-1409. Hun levede som regent det meste af tiden i Ghent. Margareta skal have spillet en rolle i stridighederne mellem ægtefællen og hans fætter Ludvig, hertug af Orleans, broder til den franske konge. Ludvig skal ved en lejlighed ved det franske hof have forsøgt at overtale Margareta til at begå ægteskabsbrud med ham. I 1419 blev Margareta regent i det franske Burgund og forestod med dygtighed forsvaret mod greven af Armagnac. Samme år blev hun enke. Margareta beskrives som en dygtig og stærk politiker, og hun prises for sin loyalitet mod sin ægtefælle og søn.

## Børn
- Margaret (1393 - 2 februar, 1441), gift med Ludvig af Guyenne og Arthur III i Bretagne.
- Maria (1393 - 30 oktober 1463), i 1406 gift Adolf IV af Kleve-Mark
- Philip den Gode (1396 - 1467)
- Anna (1404 - 14. november 1432, Paris), gift med Johannes af Bedford, søn af Henrik IV af England,
- Agnes (1407 - 1. december 1476, Château de Moulins)
- Isabella (-? 1412)
- Katarina (-? 1414)